# Henriette Lustig

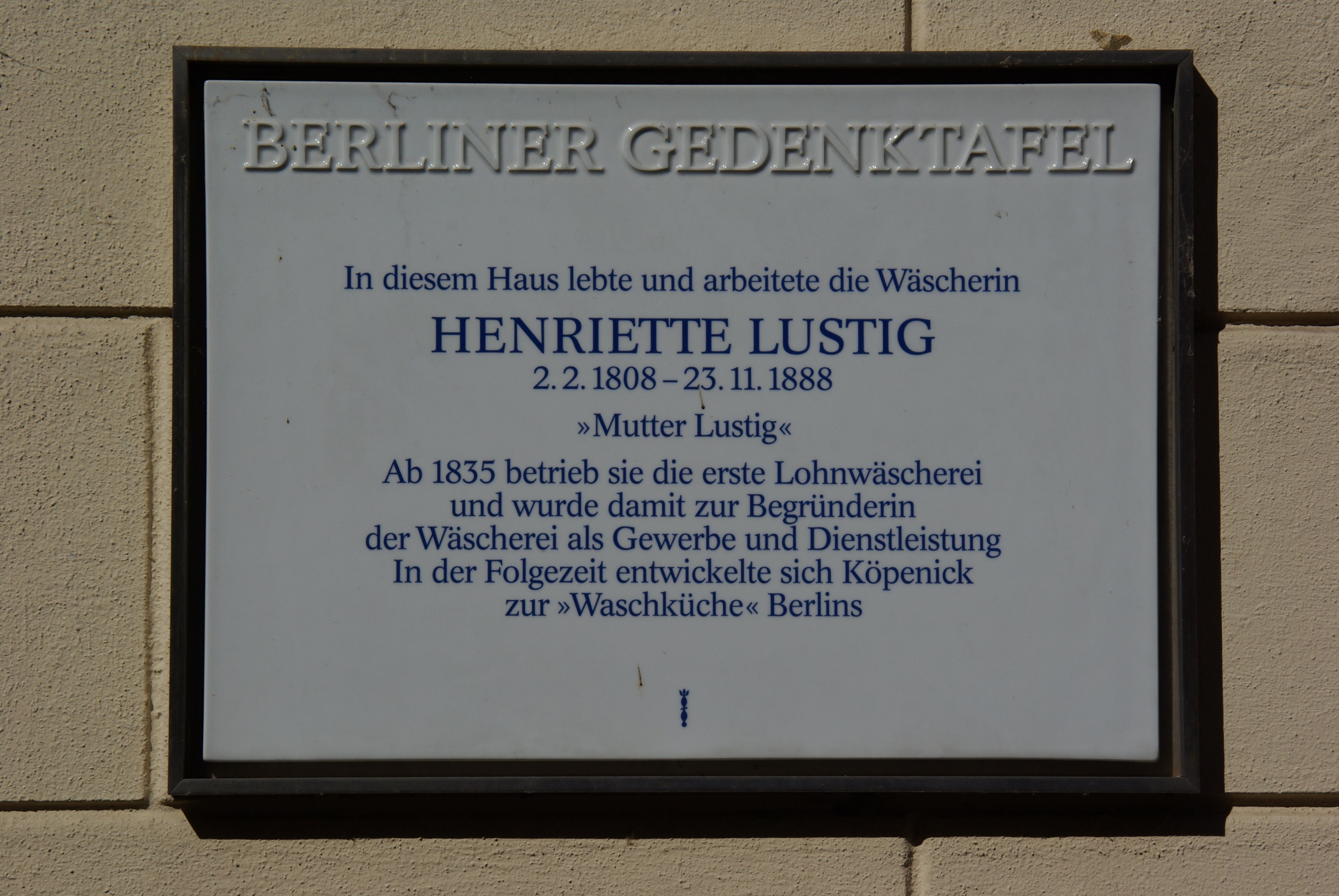
Minnesplatta om Henriette Lustig i Berlin.

Henriette Lustig, född 1808, död 1888, var en tysk affärsidkare.  Hon grundade och drev ett tvätteri i Köpernick från 1835. Det finns ett minnesmärke och en skulptur över henne i hennes hemstad. 